# Cantó de Marckolsheim
El cantó de Marckolsheim (alsacià Kanton Màrkelse) és una antiga divisió administrativa francesa que estava situada al departament del Baix Rin i a la regió del Gran Est.
Va desaparèixer al 2015 i el seu territori es va dividir entre el cantó de Sélestat i el cantó d'Erstein.

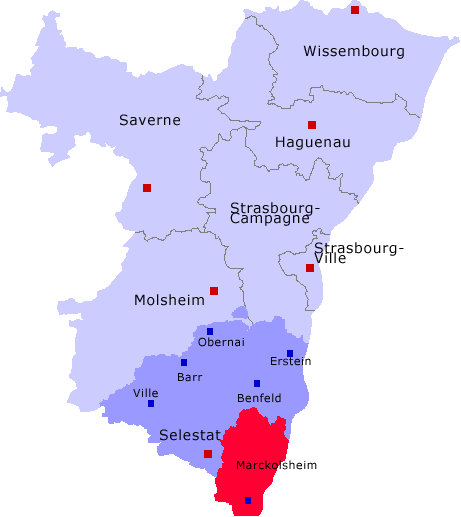
Situació del Cantó de Marckolsheim

## Composició
El cantó de Marckolsheim aplega 21 comunes :
| Nom alsacià  | Nom francès  | Nom alemany  |
| Àrtelse      | Artolsheim   | Artolsheim   |
| Bàldene      | Baldenheim   | Baldenheim   |
| Biese        | Bœsenbiesen  | Bösenbiesen  |
| Bíndre       | Bindernheim  | Bindernheim  |
| Booze        | Bootzheim    | Boozheim     |
| Díwelse      | Diebolsheim  | Diebolsheim  |
| Else         | Elsenheim    | Elsenheim    |
| Haidelse     | Heidolsheim  | Heidolsheim  |
| Hesse        | Hessenheim   | Hessenheim   |
| Hílse        | Hilsenheim   | Hilsenheim   |
| Màckene      | Mackenheim   | Mackenheim   |
| Màrkelse     | Marckolsheim | Marckolsheim |
| Müssig       | Mussig       | Mussig       |
| Mieterschulz | Muttersholtz | Müttersholz  |
| Reegelse     | Richtolsheim | Richtolsheim |
| Sààse        | Saasenheim   | Saasenheim   |
| Scheenài     | Schœnau      | Schönau      |
| Schwobse     | Schwobsheim  | Schwobsheim  |
| Sundhüse     | Sundhouse    | Sundhausen   |
| Uune         | Ohnenheim    | Ohnenheim    |
| Wíttse       | Wittisheim   | Wittisheim   |

## Història
| Data d'elecció | Identitat     | Partit  | Qualitat |
| -------------- | ------------- | ------- | -------- |
| 1979-2001      | Louis Rudloff | UDF-CDS |          |
| 2001-          | Gérard Simler | UDF     |          |